# Lacon (Illinois)
Lacon – miasto w Stanach Zjednoczonych, w stanie Illinois, siedziba administracyjna hrabstwa Marshall.